# Cheritra regia
Cheritra regia är en fjärilsart som beskrevs av Evans 1925. Cheritra regia ingår i släktet Cheritra och familjen juvelvingar. Inga underarter finns listade i Catalogue of Life.